# By All Means Necessary
Albums de Boogie Down Productions
Criminal Minded
(1987) Ghetto Music: The Blueprint of Hip Hop
(1989)
By All Means Necessary est le deuxième album studio des Boogie Down Productions, sorti le 31 mai 1988.
L'album s'est classé 18e au Top R&B/Hip-Hop Albums et 75e au Billboard 200, et a été certifié disque d'or par la RIAA le 25 septembre 1989.

## Contenu
Après l'assassinat du DJ et producteur Scott La Rock en 1987, KRS-One s'est éloigné de la violence qui était très présente dans le premier album du groupe, Criminal Minded, et a commencé à écrire des textes plus politiques et engagés, sous le pseudonyme « The Teacher ».
De nombreux thèmes sont abordés dans cet opus parmi lesquels la corruption du gouvernement et de la police, le sécuri-sexe, l'implication du gouvernement dans le trafic de drogue et la violence dans la communauté hip-hop.

## Réception
By All Means Necessary est considéré comme le premier ou l'un des premiers albums de rap politique. AllMusic le décrit comme un « point de repère du rap politique » tandis qu'Anthony DeCurtis, de Rolling Stone, fait l'éloge de son contenu politique, écrivant « sur les beats irrésistibles de Boogie Down Productions, KRS-One délivre un message sur le trafic de drogue, le sida et la violence, trois forces qui menacent de détruire les communautés minoritaires ».
En 1998, l'album a été désigné l'un des 100 Meilleurs Albums de rap par le magazine The Source.
En 2008, le single, My Philosophy, a été classé 49e des VH1's 100 Greatest Songs of Hip Hop.

## Liste des titres
Tous les titres ont été écrits et produits par KRS-One.
| No  | Titre             | Contient un (des) sample(s) de                                                               | Durée |
| --- | ----------------- | -------------------------------------------------------------------------------------------- | ----- |
| 1.  | My Philosophy     | Sister Sanctified de Stanley Turrentine The Philosopher de la Lutheran Laymen's League       | 5:41  |
| 2.  | Ya Slippin'       | Smoke on the Water de Deep Purple Poetry des Boogie Down Productions                         | 4:56  |
| 3.  | Stop the Violence |                                                                                              | 4:42  |
| 4.  | Illegal Business  | Rock Music de Jefferson Starship Fat Albert Creativity de John Braden et Bill Cosby          | 5:22  |
| 5.  | Nervous           | The Rat Patrol Theme de Dominic Frontiere Galaxy de War Sky's the Limit d'Heritage           | 4:13  |
| 6.  | I'm Still #1      | Cramp Your Style d'All the People featuring Robert Moore                                     | 5:13  |
| 7.  | Part Time Suckers | Part-Time Lover de Stevie Wonder featuring Luther Vandross Mickey's Monkey des Miracles      | 5:32  |
| 8.  | Jimmy             | Let 'Em In des Wings Funk You Up de The Sequence I Promise to Remember du Jimmy Castor Bunch | 4:16  |
| 9.  | T'Cha-T'Cha       | Zungguzungguguzungguzeng de Yellowman                                                        | 4:35  |
| 10. | Necessary         |                                                                                              | 2:57  |